# Yankee Doodle Dandy
Yankee Doodle Dandy je biografski film  Michaela Curtiza iz 1942. o zabavljaču Georgeu M. Cohanu s  Jamesom Cagneyjem,  Joan Leslie,  Walterom Hustonom,  Richardom Whorfom, Irene Manning,  Georgeom Tobiasom, Rosemary DeCamp i Jeanne Cagney.

## Pozadina i produkcija
Pjesma "Yankee Doodle Dandy" bila je Cohanov zaštitni znak, patriotska imitacija stihova i melodije stare pjesme iz  Američkog rata za nezavisnost, "Yankee Doodle". Osim ove, u filmu se pojavljuju i druge Cohanove pjesme kao što su "Give My Regards to Broadway", "Harrigan", "Mary's a Grand Old Name", "You're a Grand Old Flag" and "Over There".
Cagney je bio prikladan izbor za ulogu, kao još jedan Amerikanac  irskih korijena koji je također bio pjevač i plesač u svojoj ranoj karijeri. Njegova jedinstvena i naizgled čudna prezentacija polupjevanja i polurecitiranja pjesama podsjećala je na stil koji je i sam Cohan koristio. Novine su u to vrijeme izvještavale da je Cagney namjerno htio imitirati Cohanov stil s kombinacijom pjesme i plesa, ali glumiti u svom uobičajenom stilu. Iako je redatelj Curtiz bio slavan kao nadglednik, glumcima je dao i dosta slobode.
Iako je dosta biografskih detalja iz filma izmišljeno u holivudskom stilu (kao što je ispuštanje činjenice da se Cohan razveo i ponovno oženio), posebna je pozornost pridana da setovi, kostimi i plesni koraci budu originalni. U tome je puno pomogao Cohanov bivši suradnik Jack Boyle, koji je dobro poznavao njegove produkcije. Boyle se i pojavio u filmu u nekim plesnim skupinama.
Film je osvojio Oscare za  najboljeg glavnog glumca (James Cagney), najbolju glazbu i najbolji zvuk. Nominiran je za  najboljeg sporednog glumca (Walter Huston),  najboljeg redatelja, najbolju montažu,  najbolji film i  najbolju originalnu priču.
Film je 1998. završio na 100. mjestu 100 najboljih filmova svih vremena u izboru Američkog filmskog instituta. 2006. je proglašen 18. najboljim mjuziklom u povijesti. Na popisu 100 najboljih citata Instituta, onaj Cagneyjev, "Moja majka vam zahvaljuje. Moj otac vam zahvaljuje. Moja sestra vam zahvaljuje. I ja vam zahvaljujem.", je završio na 97. mjestu.

## Patriotske teme
Popualaran je postao mit, koji je u najmanju ruku iskrivljena istina, da je film napisan kao odgovor na optužbe da je James Cagney bio  komunist. Priča ide ovako: Cagney saznaje da je u opasnosti da završi na crnoj listi zbog komunističkih simpatija. Zato odlučuje snimiti rodoljubni film i očistiti svoje ime. Ovaj mit se pojavio tek početkom pedesetih. U drugim verzijama ove legende navodno su bili optuženi Robert Bruckner ili Edmund Joseph.
Na dodacima na DVD-u se spominje kongresmen Martin Dies koji je istraživao mogući utjecaj komunizma na Hollywood početkom četrdesetih te se nekoliko puta sastao s Cagneyjem. Glumac ga je uvjerio da je, iako je bio liberal i podržavao  Rooseveltov New Deal, bio i domoljub koji nema veze s komunizmom. Bio je to kraj te priče, iako je Jamesov brat i producent William vidio Cohanovu priču kao dobru priliku da otkloni bilo kakve sumnje oko Cagneyjeve lojalnosti. Film nije napisan kao odgovor na Diesovu istragu, jer je sam Cohan prodavao vlastitu priču okolo sve dok Jack L. Warner nije kupio prava, a Cohan je odobrio sve aspekte filma.

## Casting i zanimljivosti
- Eddie Foy mlađi glumio je vlastitog oca, Eddieja Foya.
- Predsjednika  Franklina Delana Roosevelta glumio je "Satnik Joe Young", predsjednikov dvojnik, a ne sam predsjednik. Young je prikazan samo straga. Predsjednikov glas je posudio impresionist.
- Tijekom Cohanova povratka na Broadway, prikazan je kako pleše Rooseveltov step-ples na pozornici i na stolu. Roosevelt je još od 1921. bio prikovan za invalidska kolica zbog paralize.
- Cagney je reprizirao ulogu Georgea M. Cohana u filmu The Seven Little Foys, ali uz uvjet da ne dobije nikakav honorar. Umjesto toga, u filmu je nastupio u čast Eddieja Foya.
- Medalja koju je Cohan dobio dobio na kraju filma nije Medalja časti kao što to u filmu kaže Cagney (to odlikovanje dodjeljuje se samo za junačke pothvate u bitkama). To je zapravo Kongresna zlatna medalja (civilni ekvivalent). Zbunjenost oko razlike u medaljama je trajala godinama jer su one najviša odličja koja Sjedinjene Države mogu dodijeliti.

## Vanjske poveznice
- Yankee Doodle Dandy u internetskoj bazi filmova IMDb-a